# Spoorlijn Hagen-Vorhalle - Hagen-Kabel
De spoorlijn Hagen-Vorhalle - Hagen-Kabel is een Duitse spoorlijn en is als spoorlijn 2820 onder beheer van DB Netze.

## Geschiedenis
Het traject tussen Hagen-Vorhalle en Hengstey werd door de Bergisch-Märkische Eisenbahn-Gesellschaft geopend op 16 juli 1860. Op 18 augustus 1913 werd het gedeelte tussen Hengstey en Hagen-Kabel geopend door de Preußische Staatseisenbahnen.

## Aansluitingen
In de volgende plaatsen is of was er een aansluiting op de volgende spoorlijnen:
Hagen-Vorhalle
DB 2400, spoorlijn tussen Düsseldorf en Hagen
DB 2801, spoorlijn tussen Hagen en Dortmund
DB 2803, spoorlijn tussen Hagen-Vorhalle en Hagen Güterbahnhof
DB 2822, spoorlijn tussen Hagen-Eckesey en Hagen-Vorhalle
DB 2824, spoorlijn tussen Hagen-Vorhalle W422 en W550
DB 2825, spoorlijn tussen Hagen-Vorhalle W421 en W513
aansluiting Hengstey
DB 2823, spoorlijn tussen Hagen-Eckesey en de aansluiting Hohensyburg
Hagen-Kabel
DB 2800, spoorlijn tussen Hagen en Haiger
DB 2844, spoorlijn tussen de aansluiting Hohensyburg en Hagen-Kabel

## Elektrificatie
Het traject werd in 1964 geëlektrificeerd met een wisselspanning van 15.000 volt 16⅔ Hz.